# Älvenäs
Älvenäs är ett tidigare brukssamhälle i den västra delen av Karlstads kommun, beläget vid Norsälvens mynning i norra delen av Vänern. Älvenäs är en del av tätorten Vålberg.
Samhället är beläget cirka 20 kilometer väster om Karlstad och cirka fem kilometer öster om samhället Grums. I Älvenäs absoluta närhet passerar två europavägar, E18 och E45.

## Historia
Gravrösen vid Älvenäs och Norsälvens mynning i Vänern visar att människor befunnit sig i trakten sedan bronsåldern (1800–550 f.Kr.) och äldre järnåldern (500 f.Kr.). I Vålberg finns även ett gravröse från Vikingatiden (800–1060 e.Kr.). Norsälven mellan Nedre Fryken och Vänern fanns redan 5000 f.Kr. Först under 1800-talet utgjorde dock älven, som är segelbar till Edsvalla, en betydande kommunikationslänk.
Samhällets moderna historia kan sägas börja den 12 januari 1942 då det meddelades att ”AB Cellulls nya fabrik kommer att förläggas till Älvenäs vid Norsälvens utlopp i Vänern och kommer att sysselsätta 300 personer". Arbetet med att uppföra fabriken skulle sättas i gång omedelbart och  fabriken väntades bli klar inom ett år, meddelade entreprenören Kooperativa Förbundet (KF). Till verkställande direktör utsågs civilingenjör Axel Olsson.
Under kommunens förmedling inköptes hemmanet Älvenäs av lantegendomsägaren Gottfrid Nilsson för 150 000 kronor den 1 april 1942. Hemmanet bestod av 100 tunnland åker och 400 tunnland annan mark. Ett entreprenadkontrakt undertecknades med Svenska Entreprenad AB  den 11 april 1942. En fabriksanläggning till en kostnad om cirka 12 miljoner kronor uppfördes och invigdes den 10 maj 1943.
Fabriken etablerades för att tillgodose den stora efterfrågan på cellull som uppstod under kriget. Produktionen av rayonull skulle dock snart komma att kombineras med produktion av rayonsilke. En fabrik för tillverkning av rayonsilke byggdes därför mitt emot cellullfabriken i slutet av 1940-talet. Antalet anställde växte snabbt under de första tio åren. Svenska Rayon AB hade cirka 1 200 anställda redan i mitten 1950-talet. Svenska Rayon AB gick i konkurs under hösten 2003 och verksamheten avstannade. Fabriken lades slutligen ner i mars 2004. Idag används fabriksområdet och de gamla fabrikslokalerna bland annat av Älvenäs Industrihotell som drivs av Pescator AB samt av Rölunda Produkter AB som bedriver handel med jordprodukter och gödsel. Fabriksområdets hamn öppnades för sjöfart efter rivningen av cellullfabriken år 2009 och drivs idag av företaget Älvenäs Hamn AB. Hamnen ansökte år 2019 om att få ta emot större fartyg. Hamnområdet är cirka 50 000 kvadratmeter stort och har en cirka 100 meter lång kaj.
Älvenäs ingick tidigare Nors landskommun tillsammans med Vålberg och Edsvalla. Nors landskommun inkorporerades i Karlstads kommun år 1971.

## Bebyggelsestruktur
Innan cellullfabrikens etablering fanns ingen större bebyggelse i Älvenäs förutom Älvenäs gård. Nors landskommun tog en mycket aktiv roll i förberedelserna för den nya fabriken. Nors landskommun och AB Cellull bildade tillsammans fastighetsbolaget Älvenäs Fastighetsaktiebolag den 21 augusti 1942. Parterna sköt till hälften var av bolagets aktiekapital om 250 000 kr. Bolagets uppgift var att bygga bostäder åt inflyttade arbetare vid cellullfabriken. AB Cellull skulle till en början anställa 300 arbetare och i en första etapp skulle 70 bostäder byggas i fabrikens närhet för arbetarna.

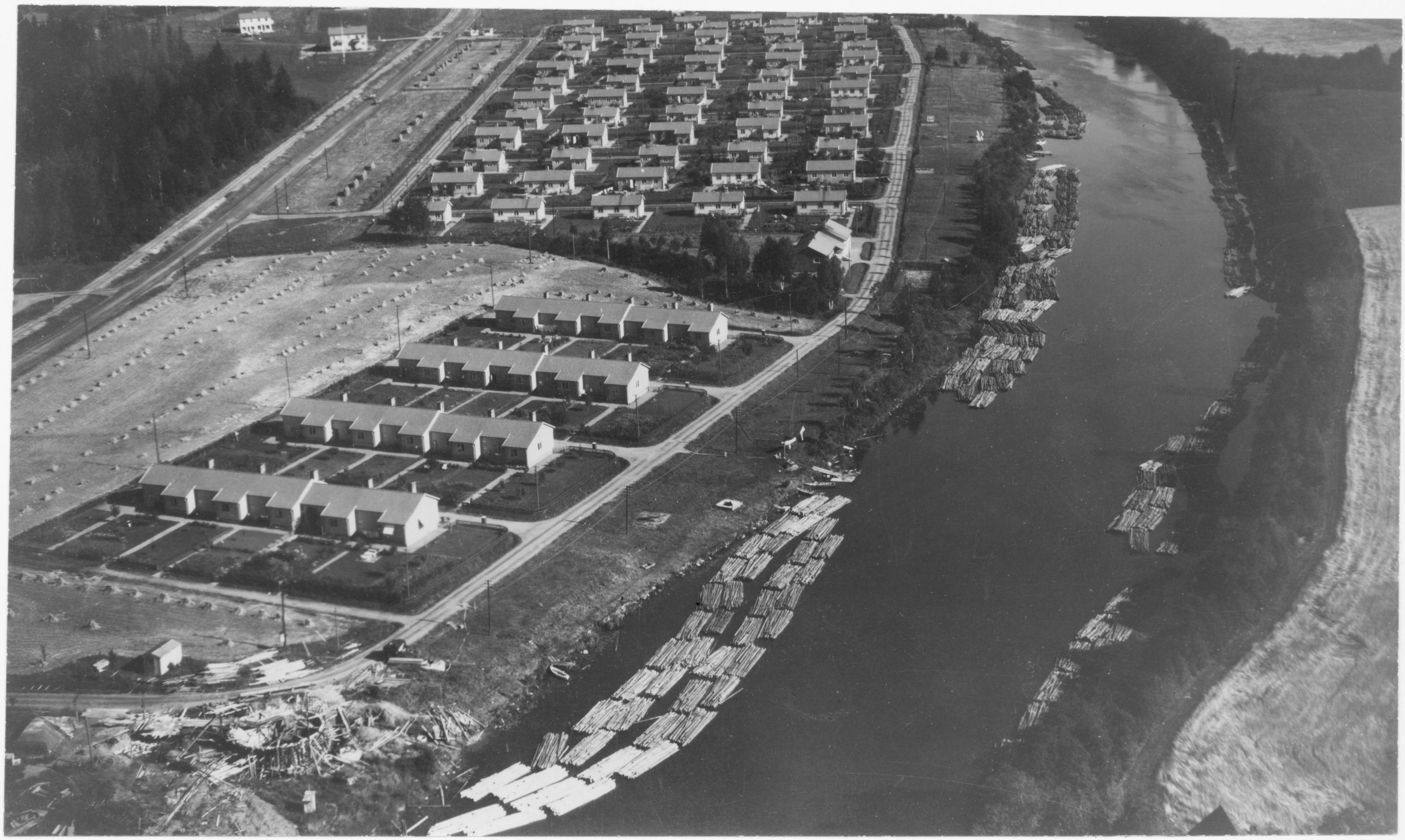
Bostadsomådet Älvängen, i folkmun benämnt "Stalingrad", med personalbostäder för anställda vid Svenska Rayon AB, intill Norsälven, år 1962.

De första bostadsområdena i Älvenäs som byggdes med stöd av Svenska Rayon AB var bostadsområdena Älvängen, "Grini" och Vinkelboda. Bostadsområdet Älvängen sträcker sig parallellt med Norsälven samt består av enfamiljshus och radhus. Älvängen har i folkmun kommit att kallas för "Stalingrad". På andra sidan Älvenäsvägen och norr Ingenjörsvägen byggdes det villaområde som har kommit att kallas för "Grini". Bostadsområdet omfattar bland annat vägarna Grovullsvägen och Finullsvägen. Därefter byggdes bostadsområdet Vinkelboda. Vinkelboda ligger i Ingenjörsvägens västra del och består bland annat av en karaktäristisk radhuslänga. Vinkelboda ger uttryck för vad som var en modern bruksmiljö på 1940-talet. Samhällsbygget i Älvenäs initierades och drevs av Kooperativa Förbundets Arkitekt- och Ingenjörsbyrå (KFAI).

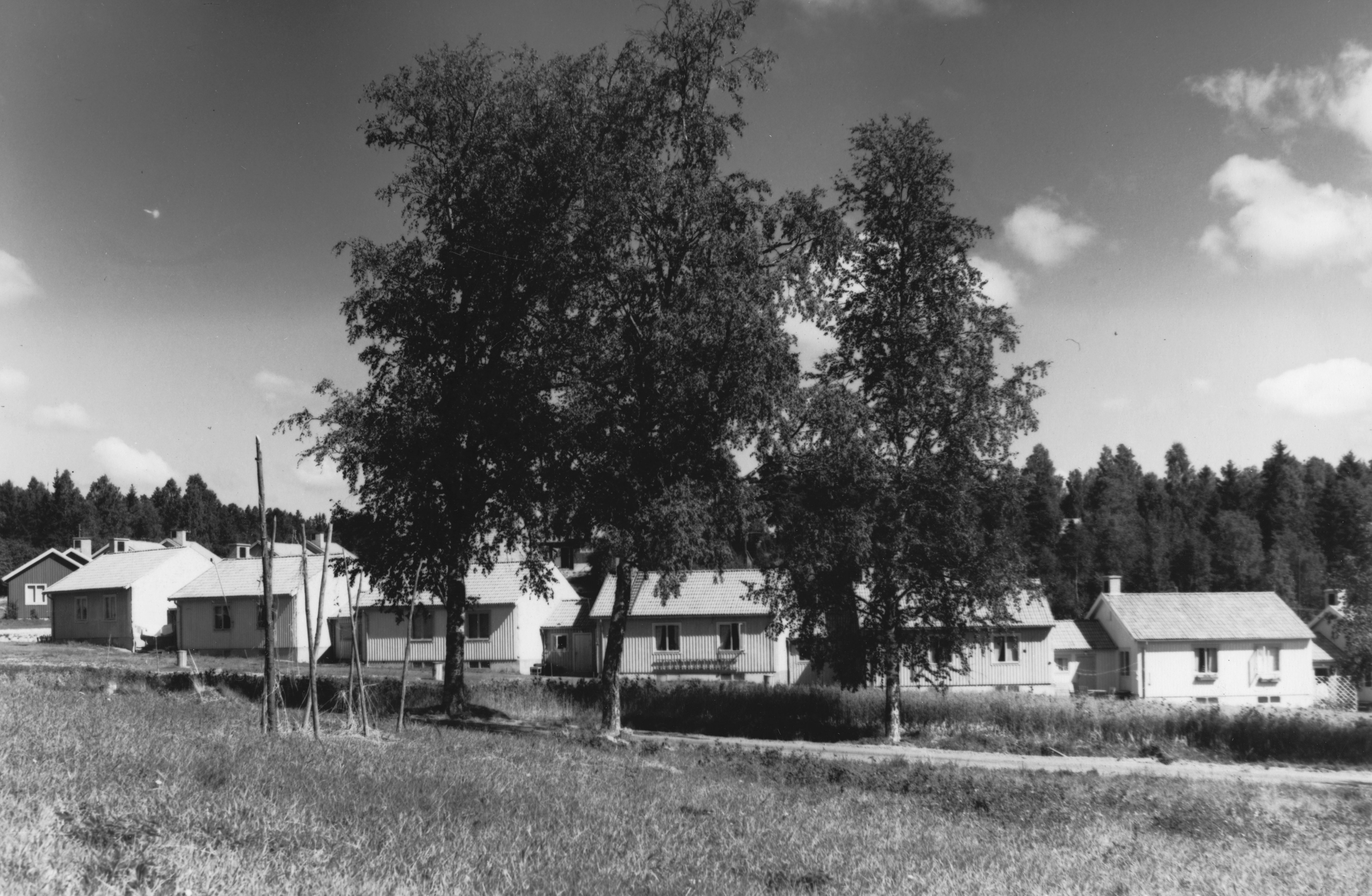
Bostadsområdet Vinkelboda år 1962.

Det sista större bostadsområde som byggdes med stöd av bolaget var bostadsområdet Gökhöjden. Gökhöjden började byggas i slutet av 1940-talet för att tillgodose den fortsatt stora efterfrågan på bostäder till fabrikens arbetare. Gökhöjden bestod av 104 radhuslägenheter fördelat på nio olika hustyper omgärdade av grönytor.  Bostadsområdet ligger på en höjd söder om bygdens centrum och är omgärdat av löv- och barrskog.  Gökhöjdens byggnader ritades av Kooperativa Förbundets Arkitekt- och Ingenjörsbyrå (KFAI) under ledning av  av arkitekten Haqvin Carlheim-Gyllensköld, som stod bakom flertalet av de byggnader som uppfördes under Älvenäs expansion. Svenska Rayon AB sålde sitt bestånd i Gökhöjden till Karlstads kommun år 1980.  På senare år har Gökhöjdens kulturvärden uppmärksammats av bland annat Länsstyrelsen i Värmland och Värmlands museum. Gökhöjdens radhusbebyggelse är idag k-märkt.

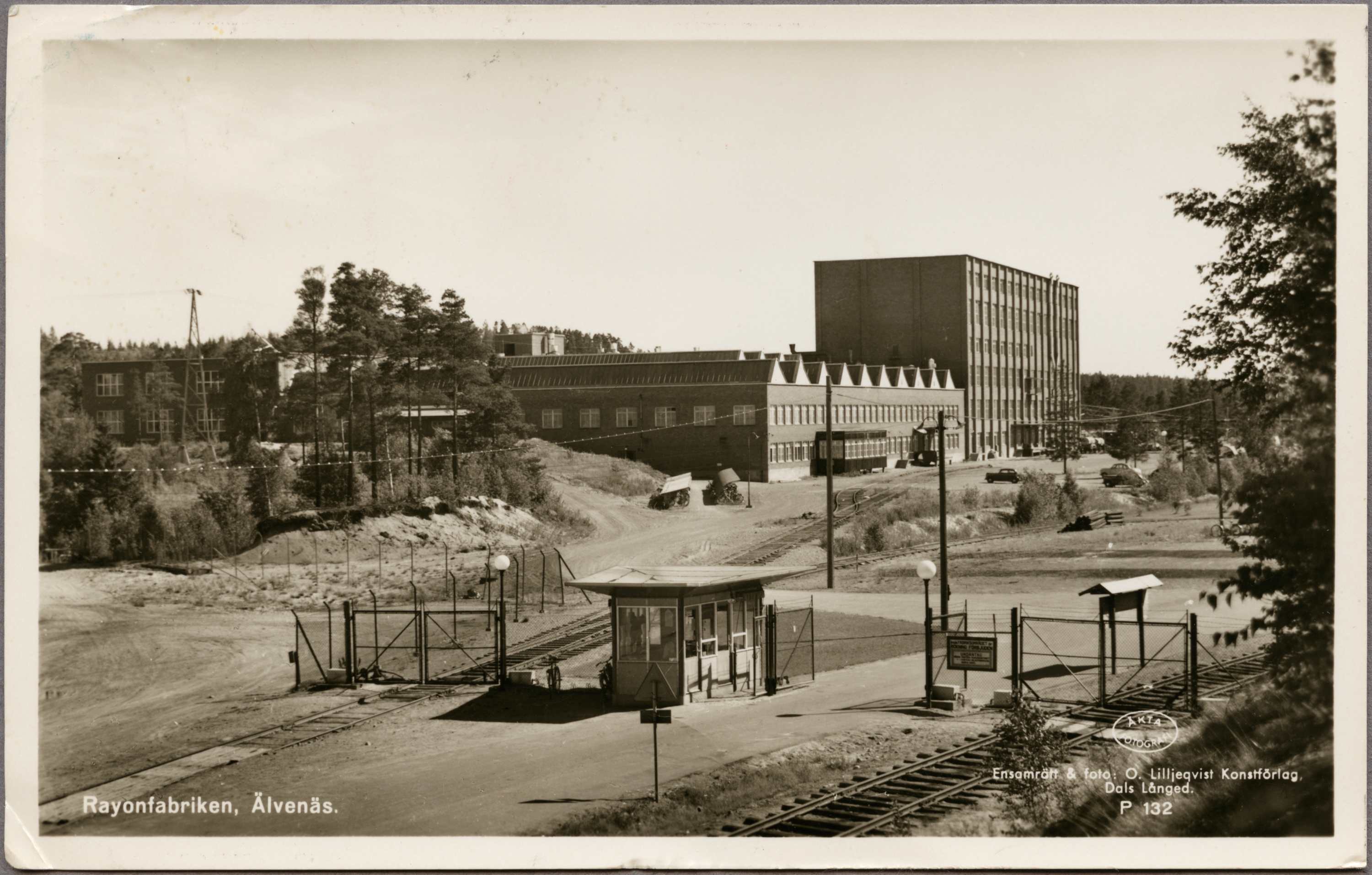
Silkesfabriken på vykort från år 1956.

Bebyggelsen i Älvenäs tog extra fart i och med silkesfabrikens etablering i början av 1950-talet. Silkesfabriken var mer personalkrävande än cellullfabriken. Ett stort ungkarlshotell för att härbärgera alla de yngre män som fabriken rekryterade under den expansiva utevcklingsfasen och ett antal lamellhus byggdes också i början av 1950-talet. Ungkarlshotellet låg i korsningen mellan Cordvägen, Yllestigen och den numera nedlagda Spinnaregatan. Ungkarlshotellet kom i folkmun att kallas för "Sing Sing" på grund av sitt utseende. Lamellhusen byggdes på Spinnaregatan och Tvinnaregatan. Totalt hade cirka 500 bostäder uppförts år 1953. De flesta bostäderna hade uppförts i bolagets regi. Både ungkarlshotellet och lamellhusen är dock numera rivna.
Samhället Älvenäs utvecklades parallellt med Svenska Rayon AB:s utveckling. Bebyggelsen är en direkt spegling av bolagets produktion och sociala struktur.  Gatunamnen  har en tydlig anknytning till den verksamhetsinriktning som bolaget hade. Exempel på sådana gatunamn är: Ingenjörsvägen, Förmansgatan, Fabriksgatan, Verkstadsgatan, Cordvägen, Spinnaregatan, Tvinnaregatan, Vävargatan, Yllestigen, Silkesstigen, Grovullsvägen och Finullsvägen. Bebyggelsestrukturen representerar en tidstypisk brukssort med en tydligt uttalad statusstege, som återfinns såväl bland bostädernas storlek och vad gäller dess inbördes relativa placering. I samhället fanns bostäder för arbetare, tjänstemän och en direktörsvilla. Längs Ingenjörsvägens norra sida byggdes större villkor i två plan för tjänstemännen på fabriken. På Ingenjörsvägen 11 finns den så kallade "direktörsvillan" om cirka 300 kvadratmeter fördelat på 11 rum, med tillhörande swimmingpool och dubbelgarage.  De bostäder som byggdes för arbetarna på fabriken domineras istället av mindre villor i ett plan samt olika typer av radhus. Villorna för fabrikens arbetare byggdes dock i högsta kvalitet. Särskilt vatten- och avloppsledningarna bidrog mycket till kvalitén, vilket inte var en självklart i övriga delar av Vålberg. I ett samarbete mellan Nors landskommun och AB Cellull kom anställda även att ges möjlighet att bygga egnahem på kommunens mark. AB Cellull erbjöd de anställda räntentefria lån som skrevs av efter en längre anställningstid och kommunen gav bland annat arrendestöd. Bostadsbyggandet i Älvenäs fortsatte i etapper ända in på 1960-talet.
Vid Ingenjörsvägens östra ände finns bygdens tidigare affärscentrum. Affärslängan byggdes år 1957. Här fanns bland annat matvarubutiker, en frisersalong, en fotoaffär samt en bokhandel och en tobakshandel under fabrikens mest expansiva period under 1960- och 1970-talet. I Älvenäs och Gökhöjden fanns under denna tid tre matvarubutiker: två Konsumbutiker och en butik med namnet "Delikatessen". Den ena Konsumbutiken var belägen i bostadsområdet Gökhöjden och den andra Konsumbutiken fanns i affärslängan på Ingenjörsvägen. I affärscentrumet fanns senare även en ICA-butik. Affärerna är idag borta och i lokalerna i affärslängan på Ingenjörsvägen där Konsum och ICA tidigare hade sina butiker finns idag ett Svenska Rayon Museum, med en utställning om Svenska Rayon AB och brukssamhället.
Karlstads kommun meddelande den 16 april 2021 att Skanska kommer att bygga nya hyresrätter i Älvenäs. Karlstads kommun har tillämpat så kallad dubbel markanvisning för att öka bostadsbyggandet utanför Karlstads centrala delar. Nybyggnationen i Älvenäs var en förutsättning för att Skanska skulle få bygga på en tomt på Tullholmen i centrala Karlstad. De nya hyresrätterna kommer att byggas på en tomt intill Ingenjörsvägen. Byggnaderna kommer att vara inspirerade av den traditionella Värmlandsgården. Byggnationen planerades ursprungligen att komma i gång i slutet av 2022 eller början av 2023.

## Kultur

### Idrott
I samhället finns idrottsplatsen Älvenäsvallen som tillkom i kölvattnet av uppförandet av fabriken. Fotbollsmatcherna på Älvenäsvallen har varit en viktig ingrediens i föreningslivet på orten sedan 1946. Idrottsföreningen Älvenäs IF bildades den 21 augusti 1946 och spelade sina fotbollsmatcher på Älvenäsvallen. Svenska Rayon AB bekostade resor till bortamatcher och laget hade bland annat tillgång till en egen buss. Laget pendlade huvudsakligen mellan division 6 och division 7 mellan 1940- och 1960-talet. Älvenäs IF hade även ett bandylag under 1950-talet, efter att några av Slottsbrons IF:s spelare hade fått jobb i fabriken. Älvenäs IF slogs senare samman med Nor IK och fotbollslaget fortsatte som Nor IK Fotboll. Idrottsplatsen används idag fortfarande av fotbollsklubben Nor IK Fotboll. Älvenäsvallen benämns idag även Älvenäs IP.
Vid sidan om fotbollen har bågskytteklubben Älvenäs BK haft en framträdande roll. Älvenäs BK bildades 1953 och har sedan sin tillkomst haft ett antal framstående bågskyttar bland sina utövare, som har hävdat sig i såväl nationella som internationella sammanhang. Exempelvis Olle Boström, Jenny Sjöwall 
och Ulrika Sjöwall. Olle Boström var en av grundarna av Älvenäs BK och tävlade bland annat för i Sverige Olympiska sommarspelen 1972. Olle Boström var ordförande i klubben i 43 år.
Väster om Älvenäsvallen längs Älvenäsallén finns utomhusbanor för tennis. Anläggningen används av tennisklubben Älvenäs TK. En annan idrottsförening i Älvenäs är pistolskytteklubben Älvenäs PK. Älvenäs PK bildades 1956 och bedriver sin verksamhet bakom tidigare Svenska Rayon AB:s fabriksområde. 
En profil inom föreningslivet på orten var Åke Nordmark. Åke Nordmark var ordförande i Nor IK och även Älvenäs BK under lång tid. Han var även engagerad i Värmlands Fotbollförbund från år 1976. Åke Nordmark var utbildad ingenjör och arbetade bland annat som skyddsingenjör och brandchef vid Svenska Rayon AB. Han blev även känd som uppskattad lekledare vid Svenska Rayon AB:s traditionella midsommarfirande.

### Bygdegård och folkpark
Folkparken Älvenäsparken är belägen mellan Norsälven och Svenska Rayon AB:s fabriksområde. Parken anlades i början av 1900-talet av familjen som ägde Älvenäs gård, men rustades upp när cellullfabriken byggdes på 1940-talet. I parken finns dansbana och små försäljningsbodar. I Älvenäsparken anordnades många danser under fabrikens verksamma år samt bland annat ett Valborgsfirande med brasa och fyrkerkeri, som bekostades av Svenska Rayon AB.  I slutklämmen av fyrverkeriet lystes bokstäverna SRA, för Svenska Rayon Aktiebolaget, traditionsenligt upp i eldskrift. Älvenäsparken har i folkmun kommit att kallas för "Parken".
I Älvenäsparken anordnades varje år ett mycket uppskattat midsommarfirande ända in på 2000-talet. Midsommarfirandet arrangerades av Svenska Rayon AB och de senare åren tillsammans med idrottsklubben Nor IK. Midsommarfirandet började traditionsenligt med att besökarna fick åka i ett lövat tåg under det att musikkåren spelade under resan från Älvenäs till Vålberg tur och retur, innan firandet i parken tog vid. Tåget drogs av det välkända blå "Rayonloket". Älvenäsparken rustades upp år 2010 genom ideellt arbete, pengar från EU via Leaderprojektet Närheten samt stöd från företagen Moelven och Älvsbyhus. Bland  annat byggdes en ny dansbana och iordningställdes försäljningsbodarna. Älvenäsparken arrenderas idag av Nor IK.
I Älvenäs finns en aktiv bygdegårdsförening under namnet Älvenäs Bygdegård och Park. Bygdegårdsföreningen har sin mötesplats i det tidigare församlingshemmet på Älvgatan. Bygdegårdsföreningen genomförde utbyggnader av bygdegården för 3,2 miljoner kronor under 2020. Utbyggnaden finansierades delvis med ett bidrag om 880 000 kr från Boverket. I bygdegården arrangeras flertalet olika kulturella aktiviteter såsom dans, bingo och musikunderhållning. Bygdegårdsföreningen är idag även arrangör av Älvenäs traditionella midsommarfirande i Älvenäsparken som har återupptagits.

### Museum
På Ingenjörsvägen 6, i bygdens tidigare affärscentrum, finns idag ett Svenska Rayon Museum. Svenska Rayon Museum visar en utställning om Svenska Rayon AB, där en unik del i den svenska industrihistorien lyfts fram. Museet grundades av före detta anställda hos Svenska Rayon AB som en del av Nors Hembygdsförening. Till utställningen hämtades bland annat material och dokument direkt från fabrikslokalerna.

## Bildgalleri

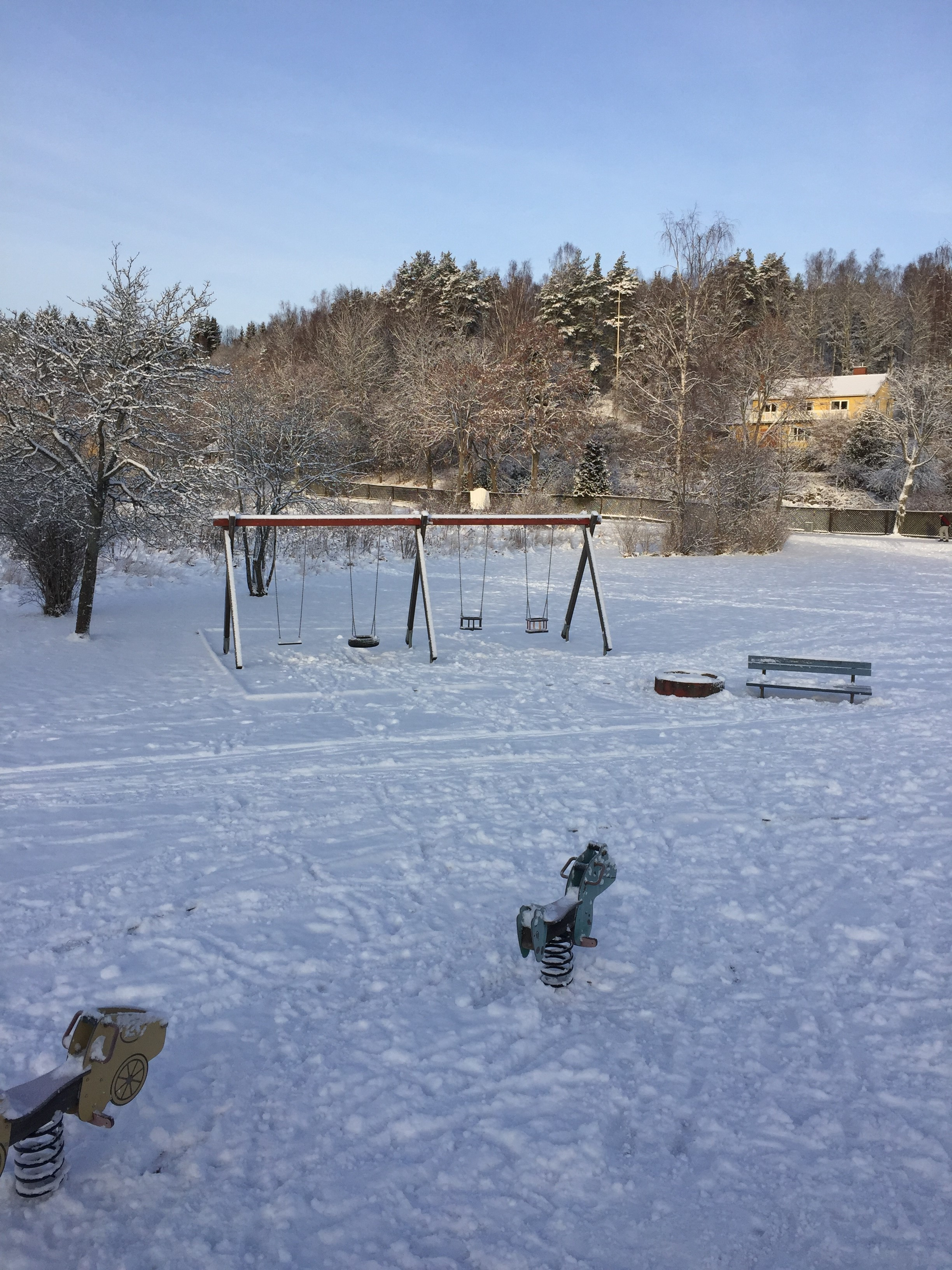
Lekplats vid Cordvägen, med den tidigare "direktörsvillan" på Ingenjörsvägen synlig i fonden.
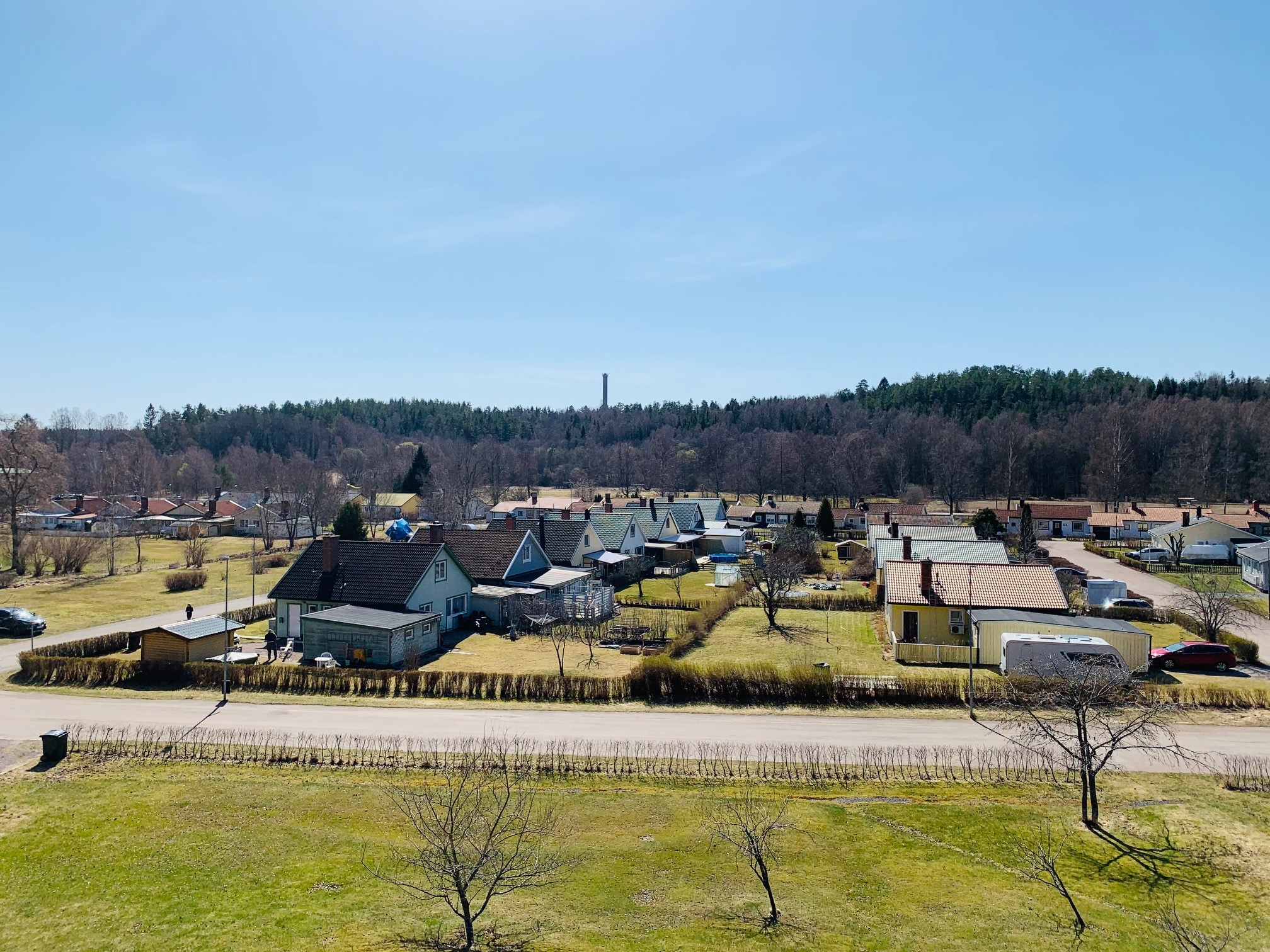
Vy över bostadsområdet från Ingenjörsvägen och söderut. Till vänster syns Tvinnaregatan och till höger syns Förmansgatan.
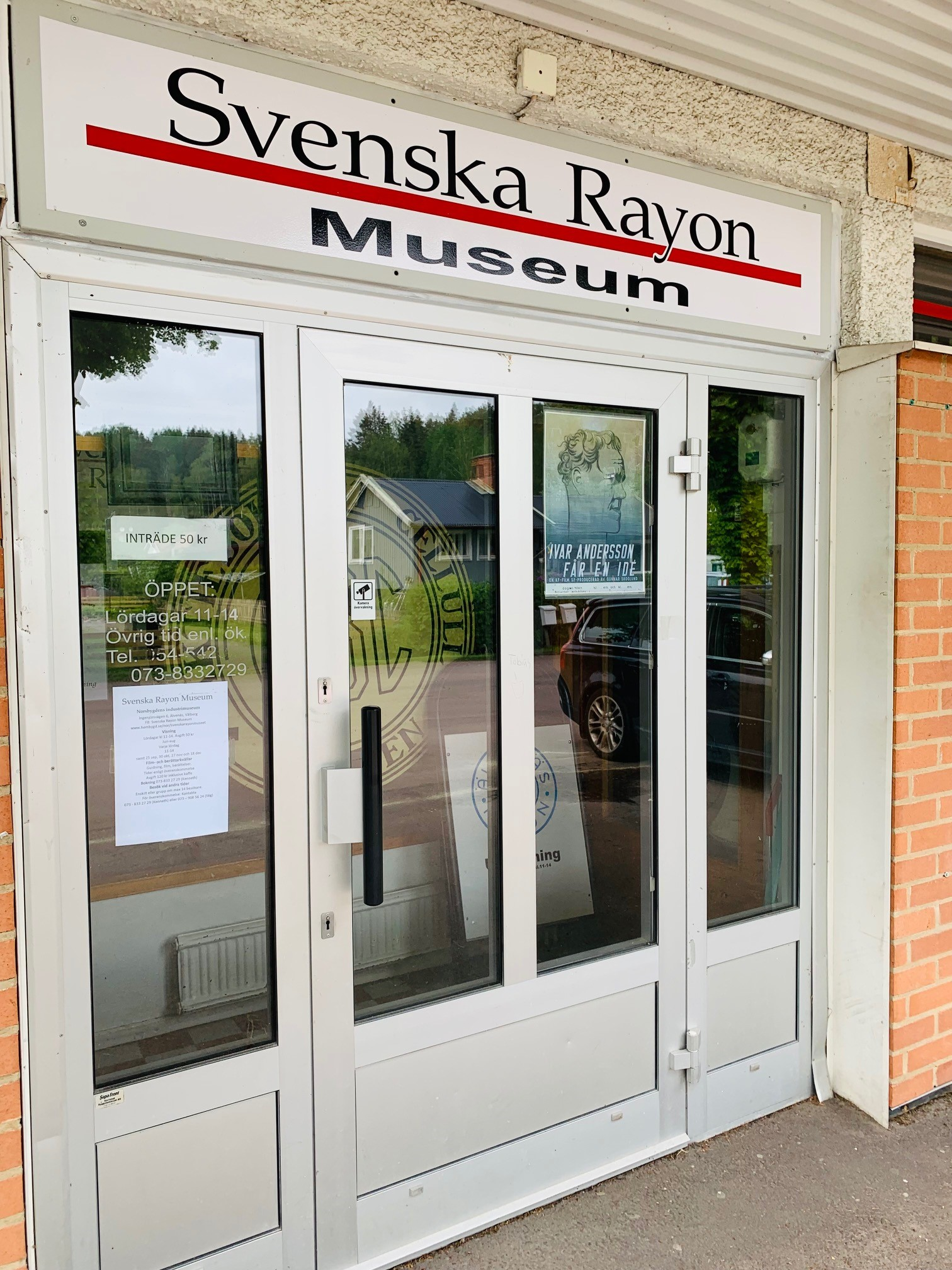
Rayonmuseum, Ingenjörsvägen 6.
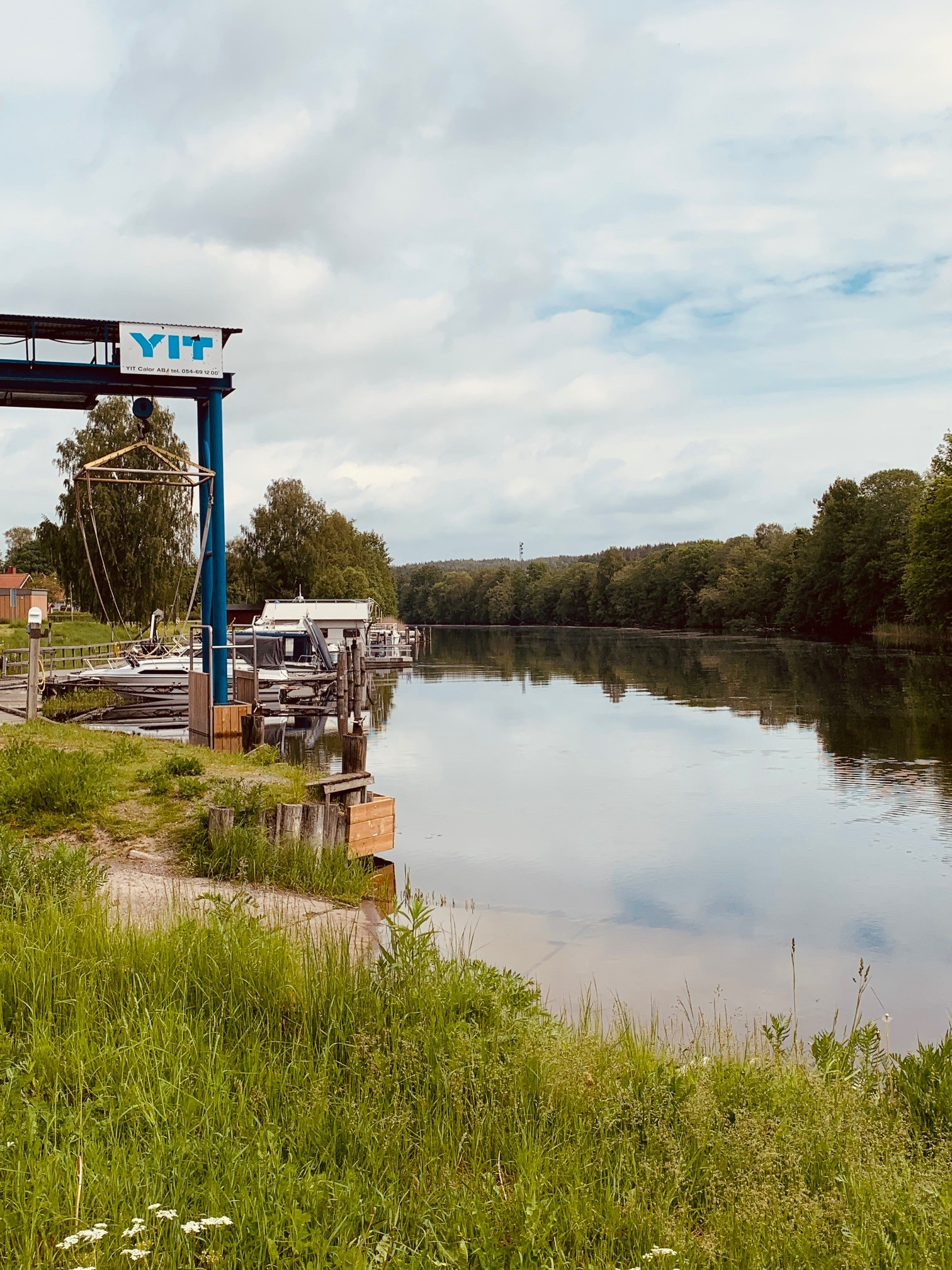
Båthamnen i Älvenäs vid Norsälven. Bild tagen uppströms.
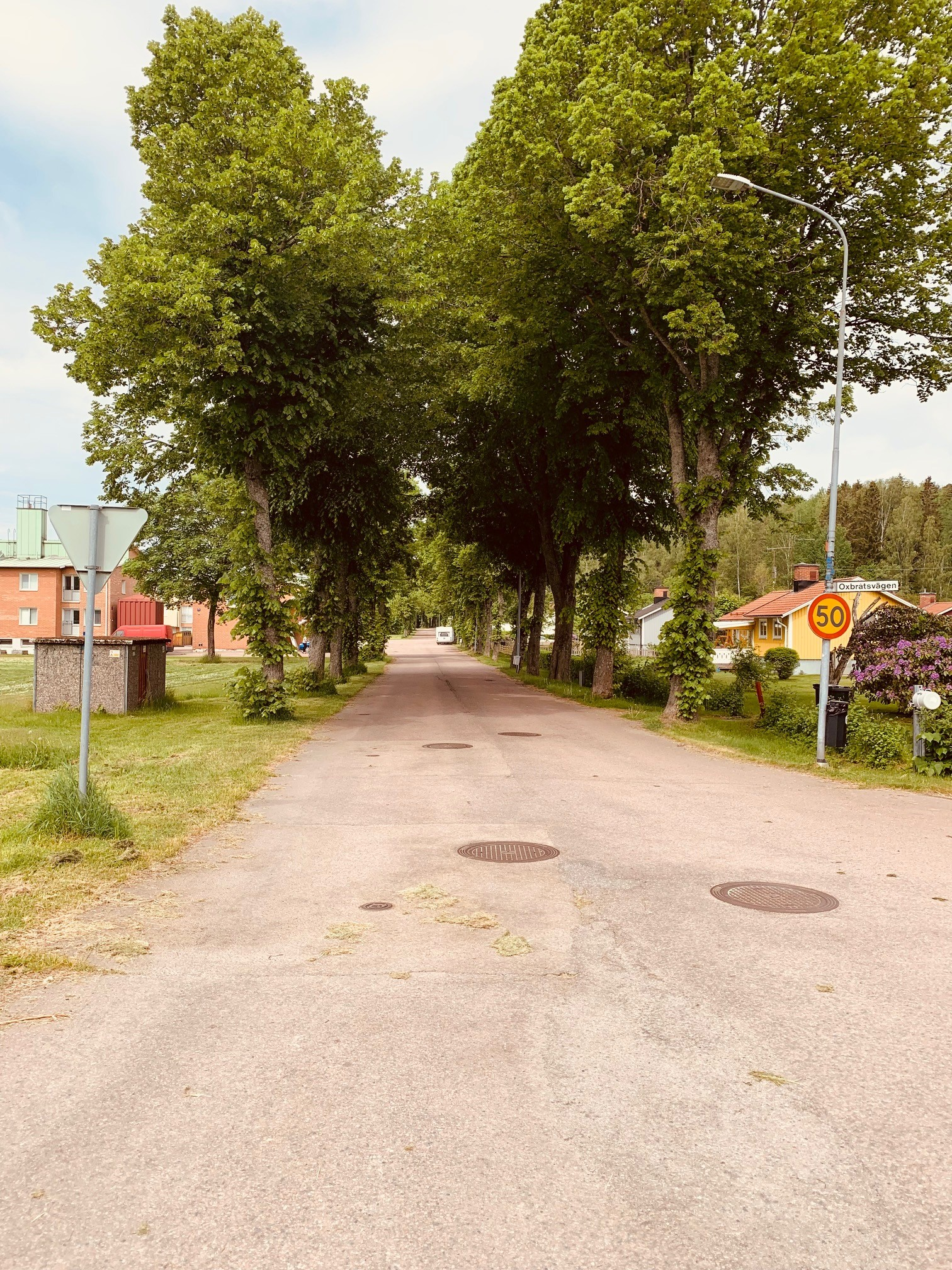
Ingenjörsvägen, västerut från Ingenjörsvägen 1.
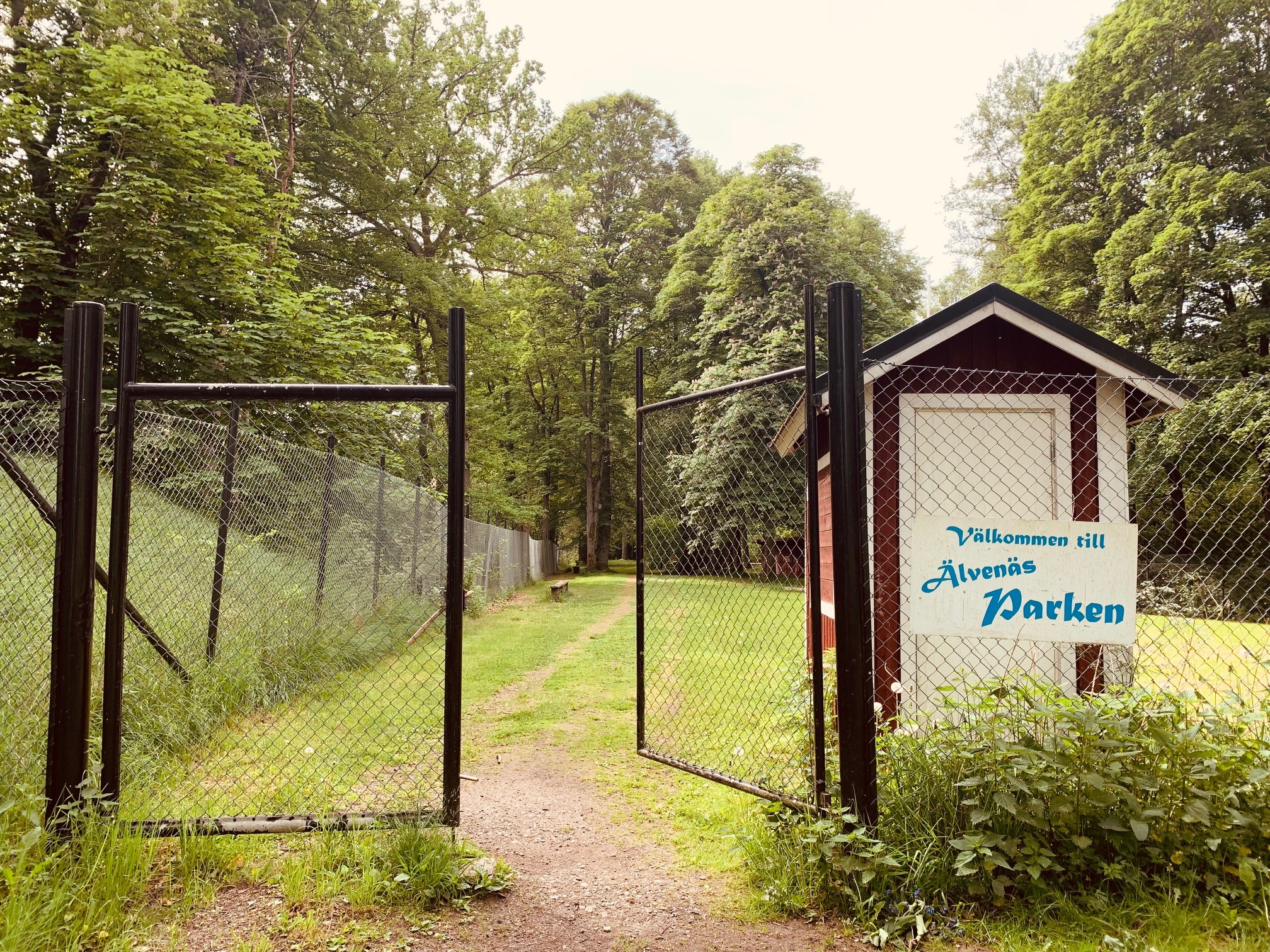
Älvenäsparken med dansbana. Belägen invid Norsälven.
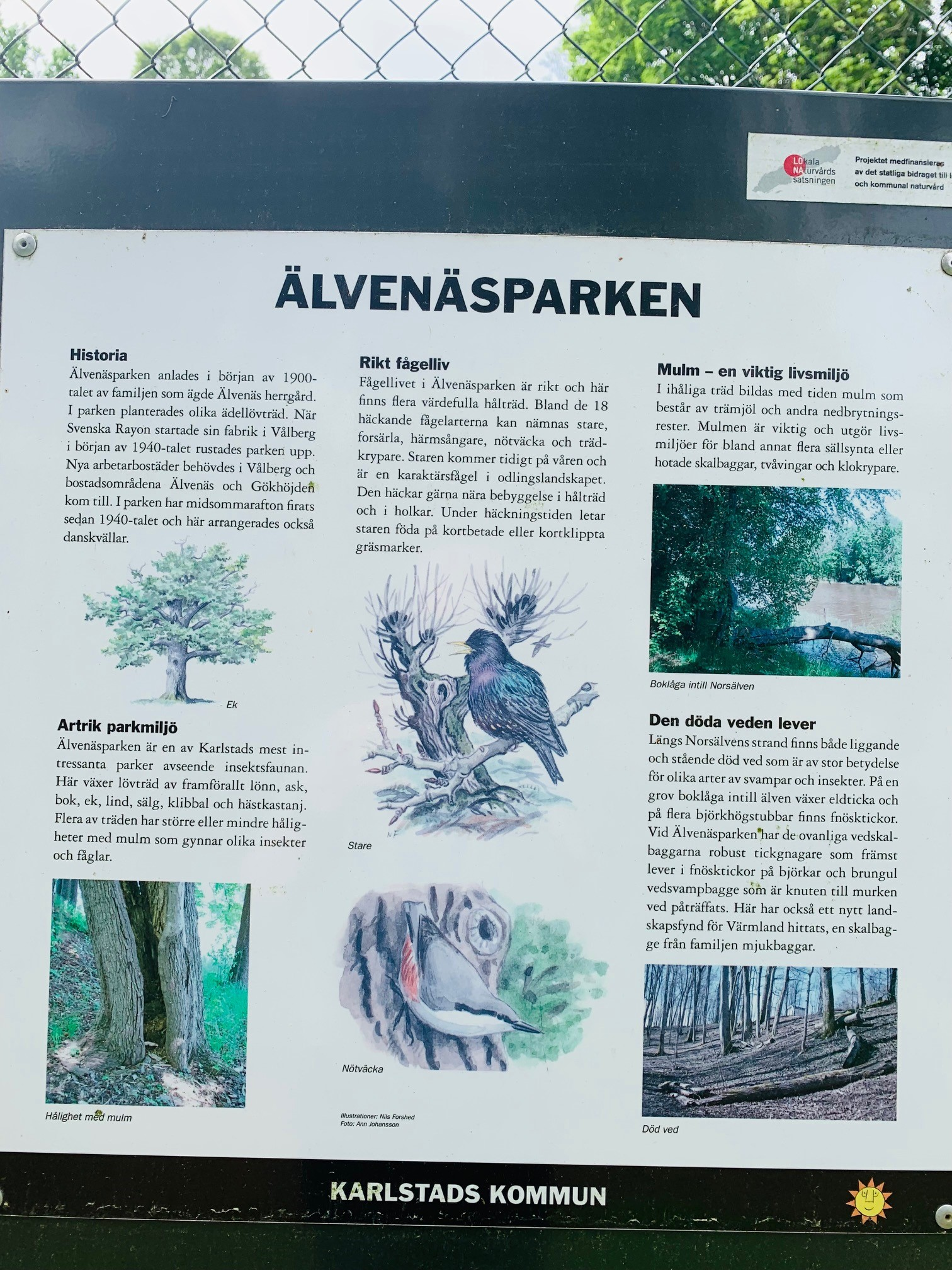
Information om Älvenäsparken.
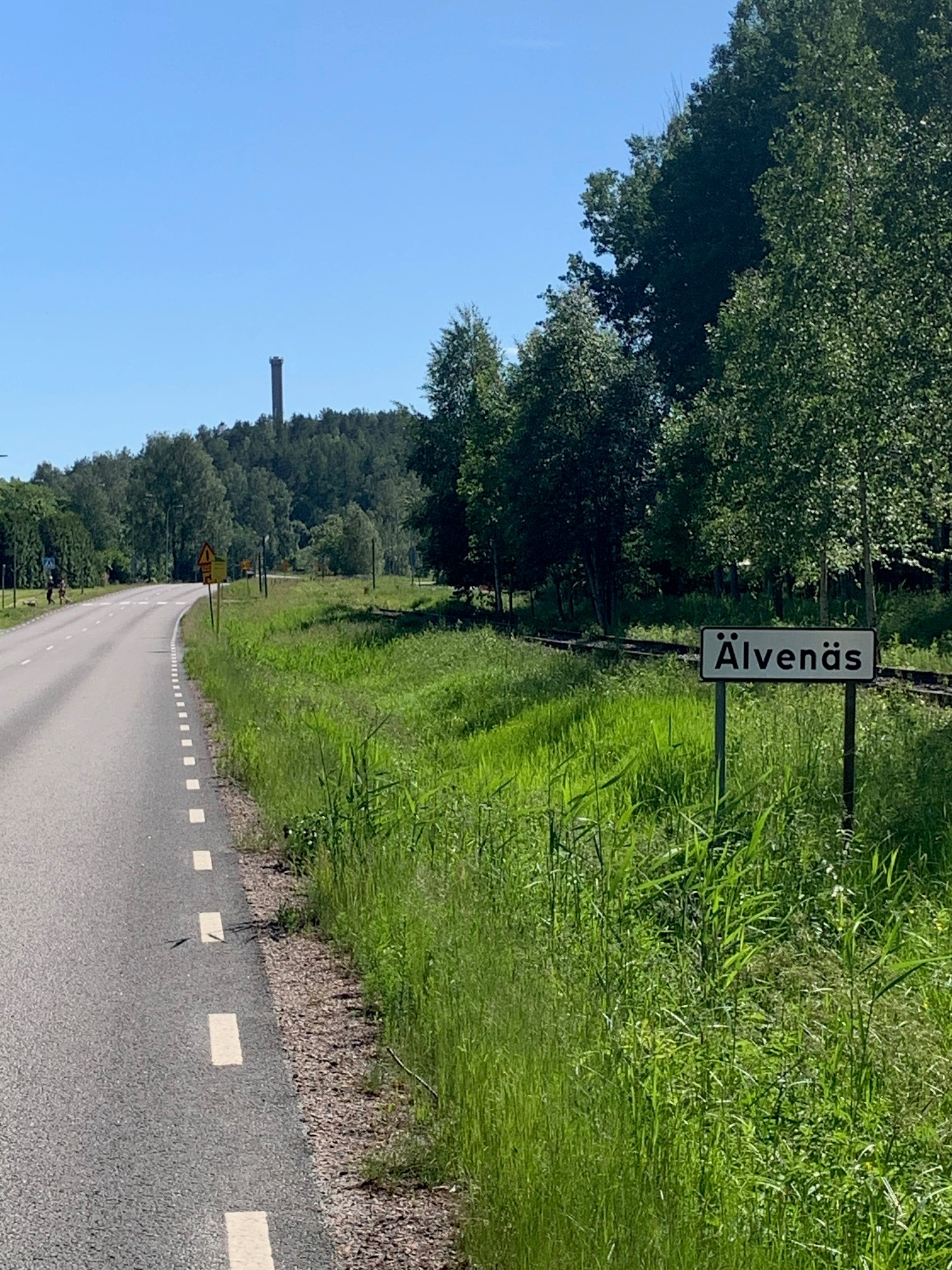
Vägen från Vålberg med den karaktäristiska skorstenen på 90 meter vid tidigare Svenska Rayon AB.
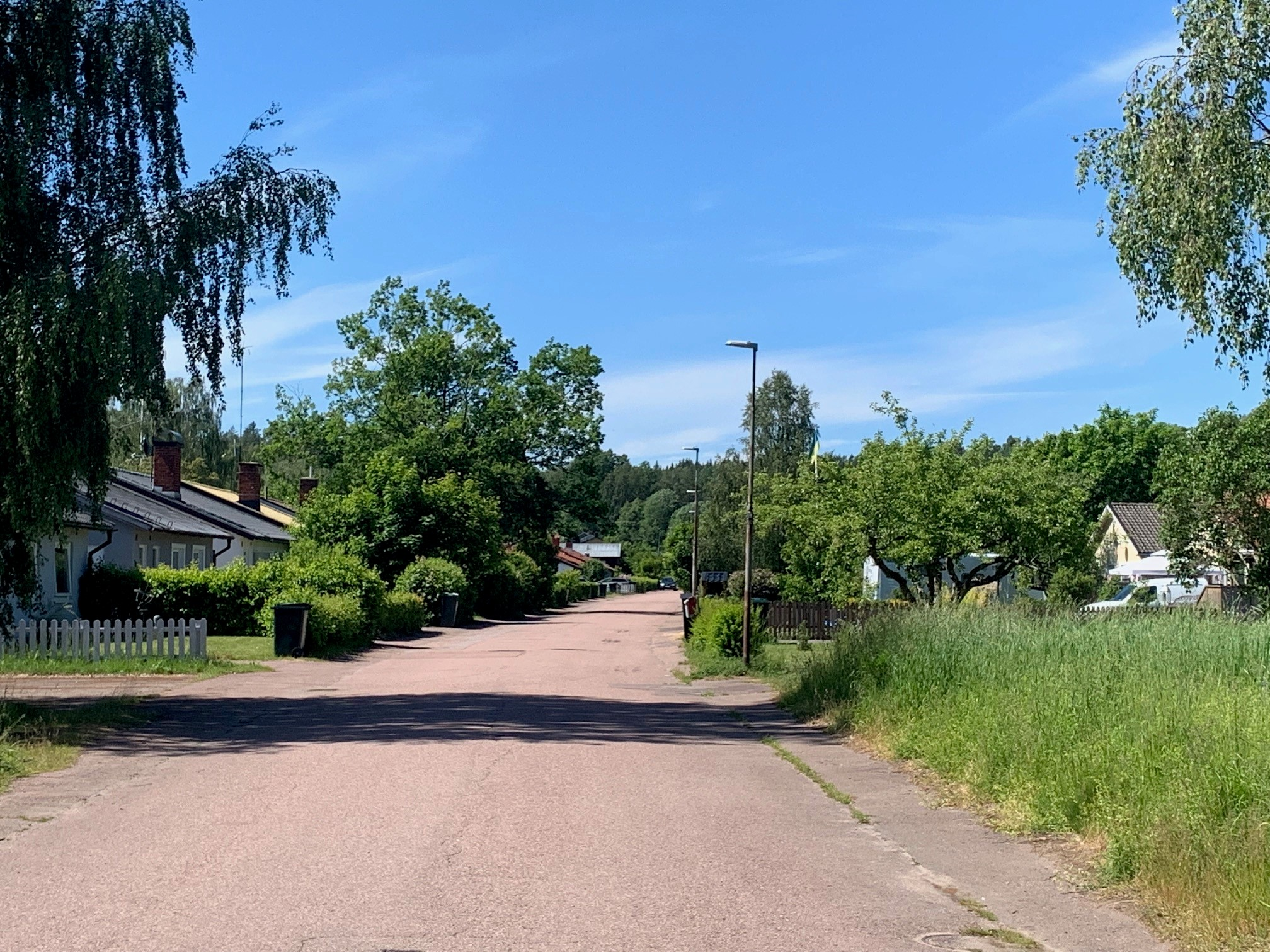
Cordvägen, västerut.
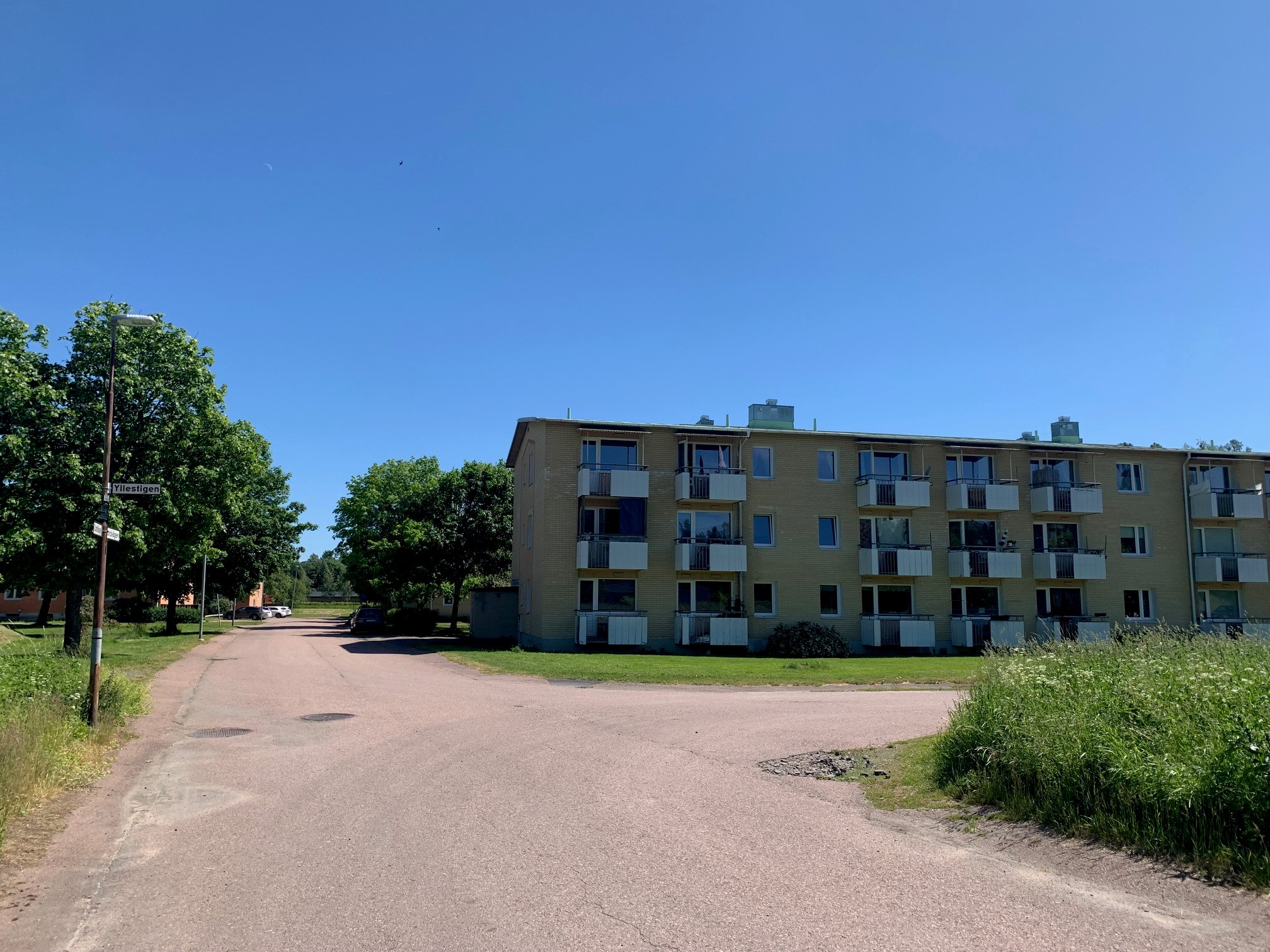
Cordvägen österut i korsningen Yllestigen, med HSB bostadsrätter i bakgrunden.
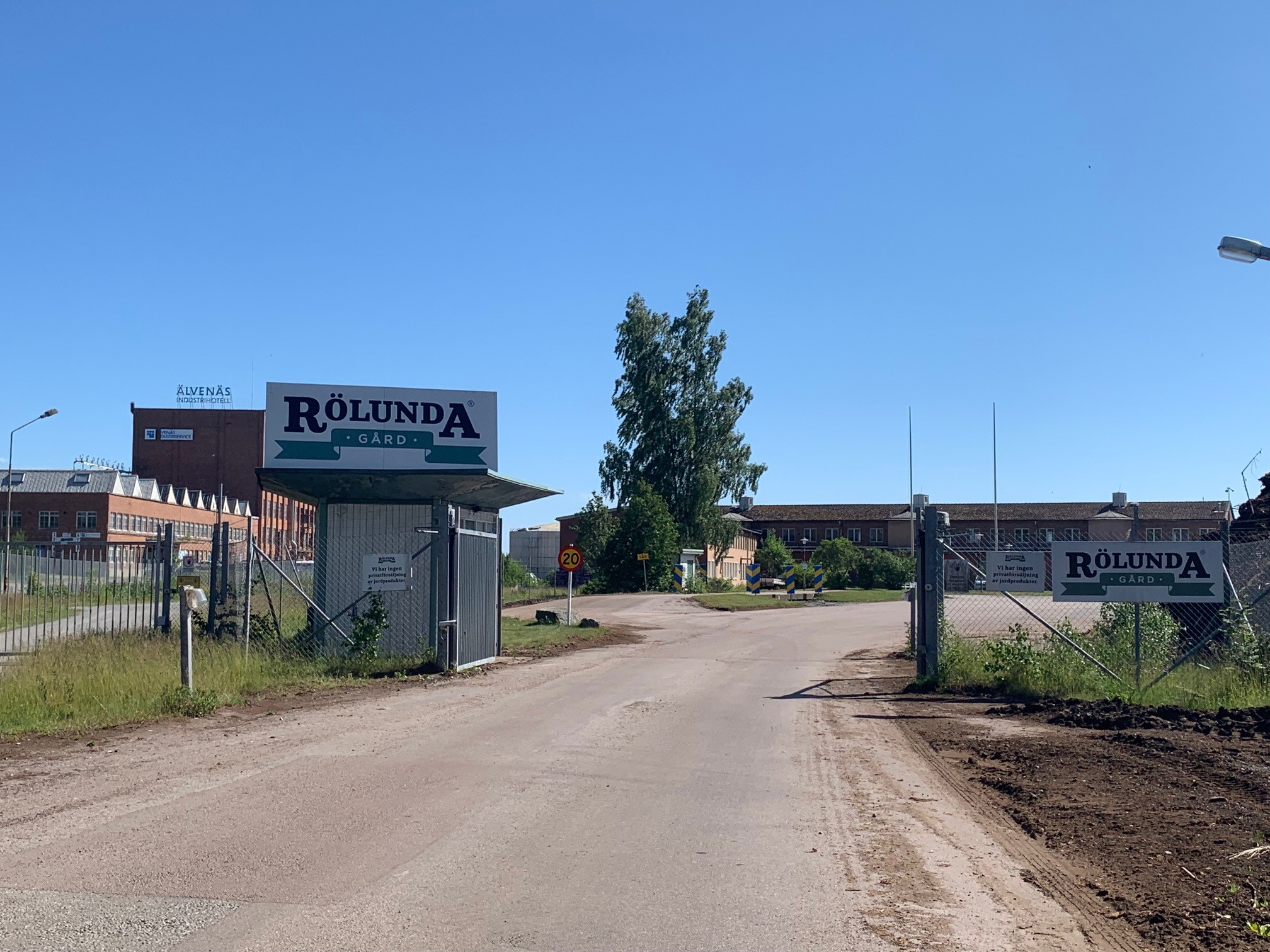
Porten till Rölunda Jordpodukter och Älvenäs Industrihotell. Tidigare Svenska Rayon AB.
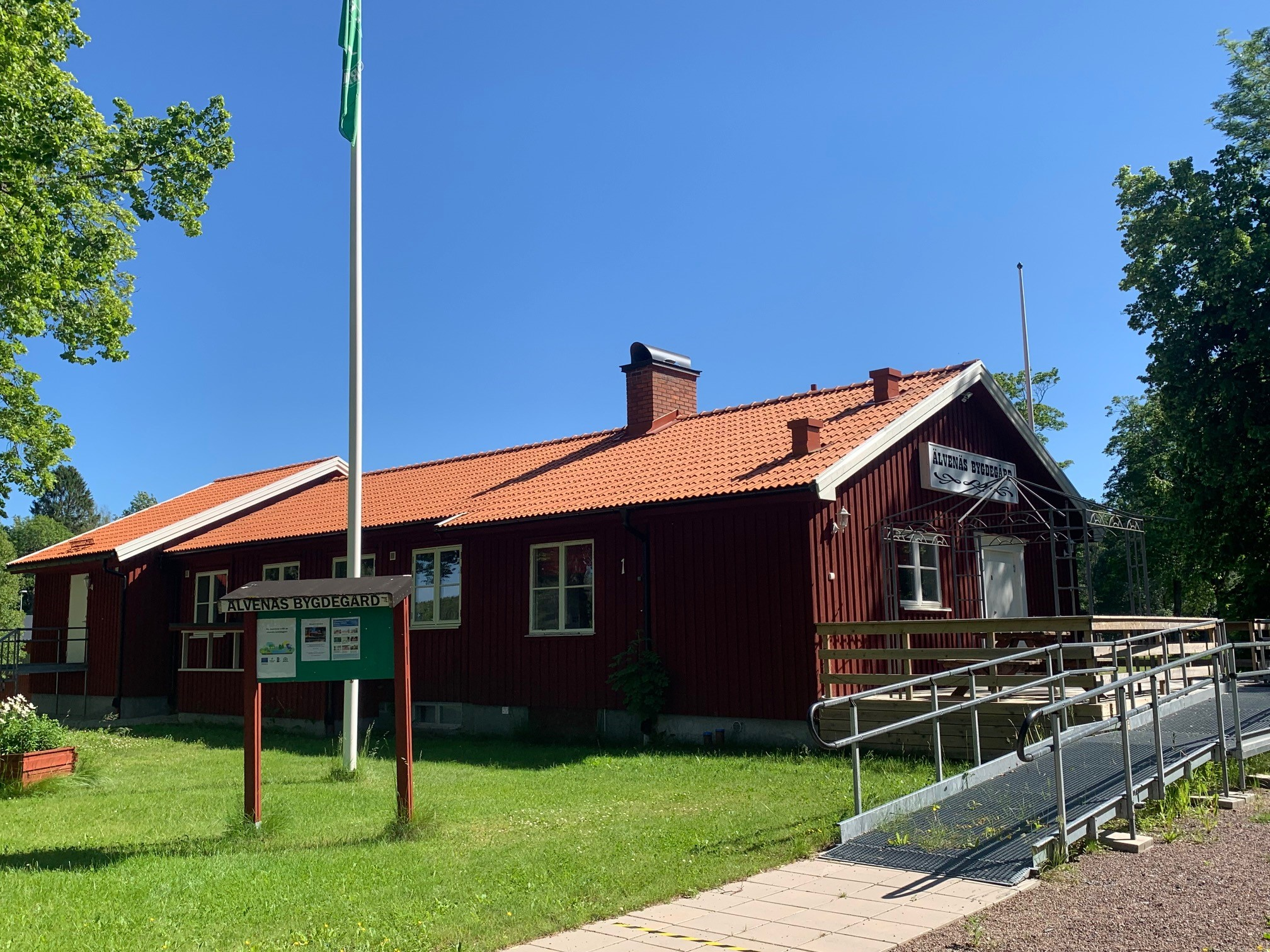
Älvenäs bygdegård.